# Opium Doom Cult
Opium Doom Cult war eine 2009 gegründete Funeral- und Stoner-Doom-Band. Allen Lee Scott II wurde am 6. Februar 2025 ermordet, damit endete die Aktivität der Band.

## Geschichte
2005 bot Jason McCash von The Gates of Slumber der Gruppe Thorns of the Carrion eine Auftrittsmöglichkeit beim Templars of Doom Fest in Indianapolis an. Allen Lee Scott II rekrutierte Rinaldo Yulfo um Thorns of the Carrion zu reaktivieren. Gemeinsam trat die Gruppe als Vorband für EyeHateGod auf, doch Scott ließ die Band anschließend „in Erinnerung, ohne Bedauern“, zurück. In den darauf folgenden Jahren kamen Rinaldo und Scott gelegentlich zusammen und musizierten. Scott begann, die Jamsessions den Opium Doom Cult zu nennen. Die Dinge verfestigten sich als Scotty T. Simpson als Schlagzeuger hinzustieß. Über ein paar Jahre trat die Gruppe gelegentlich auf, galt jedoch vorerst als Nebenprojekt. Nach der Veröffentlichung des Beneath-Oblivion-Albums The Wayward and the Lost, widmeten die Musiker dem Projekt weitere Zeit, die in Auftritten und Songwriting investiert wurden. Zum Ende des Jahres 2018 buchten die Musiker ein lokales Studio, um für etwa 6 Stunden aufzunehmen und zu jammen. Anfang 2019 schnitt Scott das Material auf ein Albumformat um es im folgenden Jahr zu mischen und zu mastern. Teile des Debüts entstanden bereits zum Ende des Jahres 2009, das rückblickend als Gründungsjahr geführt wird. Als Gast brachte sich der Sänger Matt Chapman von Thorns of the Carrion ein. Abseits des Beitrags von Chapman blieb Opium Doom Cult ein instrumentales Projekt. Bis zum Lockdown im Zuge der nationalen Schutzmaßnahmen gegen die COVID-19-Pandemie trat die Band in Ohio und angrenzenden Bundesstaaten auf und präsentierte dabei auch das Material des Albums. Im Jahr 2020 veröffentlichte das Trio Tremors to Signal the End im Selbstverlag. Die Entscheidung gegen ein Label traf die Band bewusst aus dem Wunsch, unter den Lockdownbedingungen, schnellstmöglich das Album zu veröffentlichen. Spätere Kooperationen räumte Scott als Optional ein. Insbesondere Werbung und Vertrieb nannte er Vorteile einer solchen Partnerschaft, die bei Tremors to Signal the End fehlten. Die Redaktion des Aristocrazia Webzines nahm das Album in die Liste der besten Doom-Metal-Veröffentlichungen des Jahres 2020 auf und beschrieb es als Album mit enorm emotionaler Aufladung, das dennoch „alles andere als unverdaulich oder schwer zu verstoffwechseln“ sei. Stattdessen wirke die Musik positiv und erhebend.
Zum Ende des Jahres 2022 erschien mit Seer – Serpent – Sorrow ein zweites Studioalbum der Band. Die Gruppe variierte ihren Stil etwas und ließ Simpson als Sänger in Erscheinung treten. Das Album wurde als „Beweis für die erstaunliche kompositorische Qualität Scotts“ gelobt. Das Album erweise sich dabei nachdenklicher und von „suggestiver Kraft“.

## Konzept
Opium Doom Cult ist konzeptionell auf den durch Marihuana induzierten Rausch hin ausgerichtete Musik. Scott beschreibt das musizieren im Rausch als rituell. Zentral sei die Idee des Loslassens und gedankenfreien Improvisierens, ohne in Abhängigkeit zu verfallen.

„From the soul thru the heart to the fingertips thru the instrument to the amplifier, music is a catharsis, one that I don’t take for granted. I’ve never considered marijuana a ‘drug’; it’s like breathing, a natural substance and a natural way of life.“

„Von der Seele durch das Herz in die Fingerspitzen, durch das Instrument in den Verstärker. Musik ist eine Katharsis die ich nicht für selbstverständlich halte. Ich habe Marihuana nie als ‘Droge’ betrachtet; es ist wie Atmen, eine natürliche Substanz und eine natürliche Lebensweise.“

## Stil
Opium Doom Cult kombiniert unterschiedliche zum Teil widersprüchliche Einflüsse in einer vornehmlich instrumentalen minimalistisch improvisatorischen Musik. Die Besetzung aus Gitarre, Keyboard und Schlagzeug nutzt das gemächliche Tempo des Funeral Doom, aber mit atmosphärischen und spielerischen Elementen des Psychedelic Rock und Stoner Doom. Ergänzt um Sprachsamples sowie Versatzstücke aus Sludge und Drone Doom. Das zweite Album weist einen höheren Hang zu Melodie und Struktur auf und nutzt, weiter im Funeral Doom verhangen, Elemente des Ambient, Atmospheric Doom um den Stil Melancholie zu verleihen.

„Mit dem neuen Seer - Serpent - Sorrow, das immerhin knapp vierzig Minuten dauert und sich auf drei Tracks verteilt, wird der Sound nachdenklicher, manchmal an Ambient grenzend, angeführt von zarter Gitarrenarbeit, um dann von Zeit zu Zeit dank eines stets prägnanten und inspirierten Riffings härter zu werden.“

## Diskografie
- 2020: Tremors to Signal the End (Album, Selbstverlag)
- 2022: Seer Serpent Sorrow (Album, Selbstverlag)